# Войцешкув (гмина)
Войцешкув (пол. Wojcieszków) — сельская гмина (волость) в Польше, входит как административная единица в Лукувский повет, Люблинское воеводство. Население — 7072 человека (на 2004 год).

## Сельские округа
1. Бужец
2. Быстшица
3. Ченжке
4. Ченжке-Первше
5. Глинне
6. Хеленув
7. Херманув
8. Колёня-Быстшицка
9. Марянув
10. Новинки
11. Ощепалин-Други
12. Ощепалин-Первши
13. Отылин
14. Седлиска
15. Свидерки
16. Войцешкув
17. Воля-Боброва
18. Воля-Бужецка
19. Воля-Быстшицка
20. Вулька-Домашевска
21. Зофибур
22. Зофиювка

## Прочие поселения
1. Бастациха
2. Богдановиче
3. Домбкова
4. Домброва
5. Глинянки
6. Гожельня
7. Гронды
8. Камень
9. Колёня-Седлиска
10. Колёня-Воля-Быстшицка
11. Крови-Дул
12. Кшиве
13. Лисе-Ямы
14. Новины
15. Огроды
16. Ощепалин-Колёня
17. Пасник
18. Пяски
19. Полесе
20. Поромбка
21. Пшитулин
22. Псе-Гурки
23. Сахалин
24. Стара-Весь
25. Шерока-Медза
26. Шляхта
27. Вятрачна
28. Викторув
29. Владыславув
30. Воля-Боброва-Колёня
31. Воля-Бужецка-Колёня
32. Заводзе

## Соседние гмины
1. Гмина Адамув
2. Гмина Борки
3. Гмина Кшивда
4. Гмина Лукув
5. Гмина Серокомля
6. Гмина Станин
7. Гмина Улян-Маёрат